# Военное кладбище Таллина
Военное кладбище, также Военное кладбище Сил обороны, Таллиннское кладбище оборонительных войск и кладбище Сил обороны (эст. Kaitseväe kalmistu) — таллинский некрополь, расположен на улице Фильтри, регистровый адрес: улица Техника 173. Курируется Министерством обороны Эстонии, в настоящее время считается мемориальным, захоронения не производятся. Является памятником истории. 

## История
Основано в 1887 году на землях, специально выделенных городскими властями для нужд городского (Ревельского) гарнизона 23-й пехотной дивизии Русской императорской армии. В 1896 году была возведена часовня.
На кладбище велись интенсивные захоронения в годы Первой мировой войны (1914—1918).
Сохранился участок захоронений британских морских пехотинцев, погибших в Эстонской освободительной войне (1918—1919). На кладбище также есть мемориал немецким солдатам, погибшим в 1918 году в Ревеле (согласно словам на мемориальной плите — «за отечество»), и место захоронения лётчиков Сил обороны Эстонии. Воздвигнут мемориал жертвам взрыва на оружейном складе в городском микрорайоне Мяннику) 15 июня 1936 года.
Во времена Эстонской ССР на кладбище хоронили советских воинов, при этом многие из них были похоронены поверх могил эстонцев.
C 1918 по 1944 год на кладбище было похоронено 1365 человек.
С 1944 по 1992 год на кладбище было похоронено 1200 советских военнослужащих и членов их семей.
На кладбище похоронено 550 человек, павших в Освободительной войне и умерших от ран и болезней. Здесь покоятся почти 50 кавалеров Креста Свободы (больше, чем на любом другом кладбище Эстонии).
В 2004 году кладбище было внесено в Государственный регистр памятников культуры Эстонии как .

## Памятники
- 1933 — Памятник высшим офицерам Эстонской освободительной войны (снесён в 1950-х годах, восстановлен в 1998 году), внесён отдельно в Государственный регистр памятников культуры Эстонии как  исторический памятник[10].
- 1936 — Мемориал жертвам взрыва в Мяннику (могильные плиты были удалены советскими властями в 1978 году и заново установлены после восстановления Эстонской республики[9]).
- 1954 — Памятник Т. Т. Ромашкину.
- 1998 — Памятник кавалерам Креста Свободы (скульптор Юхан Раудсепп), был открыт в 1940 году, снесён в 1950 году, восстановлен в 1994—1998 годах и заново открыт, внесён отдельно в Государственный регистр памятников культуры Эстонии как  исторический памятник[11].
- 2002 — Памятник экипажу советской подлодки «М-103», погибшей в августе 1941 года.
- 2007 — По распоряжению правительства Эстонии на Военное кладбище был перенесён демонтированный в ночь с 26 на 27 апреля 2007 года Таллинский монумент воинам-освободителям — «Бронзовый солдат» — и перезахоронены останки советских солдат, погибших при освобождении Таллина от немецко-фашистских захватчиков[12].

В 2000—2010 годах на кладбище были восстановлены отдельные памятники и часть мемориала эстонским офицерам. Были установлены кенотафы адмиралу Йохану Питке, генералам Андресу Ларке, Николаю Реэку, Яану Соотсу, Александеру Тыниссону и Паулю Адольфу Лилле, полковнику Карлу Партсу.

## Известные захоронения
См. категорию Похороненные на Военном кладбище Таллина
- Памятник высшим офицерам Эстонской освободительной войны
- Памятник экипажу подлодки «М-103», погибшей в августе 
1941 года
- Кенотаф генерал-лейтенанта Николая Реэка (1890—1942)
- Кенотаф полковника Карла Партса (1886—1941)
- Кенотаф контр-адмирала 
Йохана Питки (1872—1944)
- Братская могила советских воинов, погибших 24 февраля 1944 года
(удалена советская символика)
- Могила Т. Т. Ромашкина 
(1919—1954), фото 2007 года
- «Бронзовый солдат»
- Мемориал жертвам взрыва на оружейном складе в Мяннику 
15 июня 1936 года
- Мемориал немецким солдатам, погибшим в Ревеле в 1918 году